# Аполіпопротеїн
Аполіпопротеїн (АпоА, А, англ. Apolipoprotein) — особлива складна органічна білкова сполука, з яких складаються ліпопротеїни та мають важливу специфічну роль у створенні ліпопротеїнових часток шляхом об'єднання з відповідними ліпідами.
В основному, це білок крові, який бере участь в транспортуванні холестерину та тригліцеридів, що сприяє зворотньому переносу холестерину зі стінок судин до печінки.
Окрім того, А-1 входить до складу ліпопротеїнів високої щільності, які попереджають утворенню атеросклеротичних бляшок в артеріях. За його дефіциту ЛПВП знижується, що збільшує ризик виникнення та розвитку атеросклерозу та ішемічної хвороби серця.

## Синтез аполіпопротеїнів
Синтез аполіпротеїнів відбувається в клітинах печінки. Серед факторів, впливаючих на цей процес, можна виділити склад вживаної їжі, гормони (інсулін, глюкагон, тироксин, естрогени, андрогени), вживання алкоголю та різних медикаментів.

## Різновиди аполіпопротеїнів

Ліпопротеїни. Структура

| Аполіпопротеїн | Ліпопротеїн                                 | Функція |
| -------------- | ------------------------------------------- | --- |
| А1             | ЛВЩ, хіломікрони                            | Основний білок ЛВЩ. Активатор лецитин-холестеролацилтрансферази (ЛХАТ). Трансферний поміж ліпопротеїнами. Синтезується в печінці та кишці. |
| А2             | ЛВЩ, хіломікрони                            | Основний білок ЛВЩ. Синтезується в печінці.                                                                                                |
| А4             | Хіломікрони, ЛВП                            | Основний білок хіломікронів. Мінорний білок ЛВЩ. Трансферний поміж ліпопротеїнами. Синтезується в печінці та кишці. Може активувати ЛХАТ.  |
| А5             | ЛВЩ, ЛДНЩ                                   | Стимулятор ліполізу тригліцеридів через активацію апоС2.                                                                                   |
| B-100          | ЛНЩ, ЛОНП, ЛПП                              | Основний білок ЛНП. Ліганд для ЛНП-рецептора. Синтезується в печінці.                                                                      |
| B-48           | Хіломікрони, рештки хіломікронів            | Основний білок хіломикронів. Синтезується в кишці.                                                                                         |
| C1             | ЛДНЩ, ЛВЩ, хіломікрони                      | Активатор ЛХАТ. Трансферний поміж ліпопротеїнами.                                                                                          |
| C2             | ЛДНЩ, ЛВЩ, хіломікрони                      | Активатор позапечінковий ліпопротеїнліпази. Трансферний поміж ліпопротеїнами.                                                              |
| C3             | ЛДНЩ, ЛВЩ, хіломікрони                      | Може приннічувати ліпопротеїнліпазу й активувати ЛХАТ. Трансферний поміж ліпопротеїнами.                                                   |
| C4             | ЛДНЩ, ЛВЩ                                   | |
| D              | ЛВЩ                                         | Переносник ряду речовин, в тому числі й ацилхолестеролів. Синтезується в печінці, у ЦНС.                                                   |
| E              | ЛДНЩ, ЛВЩ, хіломікрони, рештки хіломікронів | Ліганд для рецепторів ліпопротеїнов в печінці та периферійних тканинах. Синтезується в печінці та мозку.                                   |
| H              | окисленні ЛНЩ                               | Регуляція прокоагулянтної активності |
| L1             | ЛВЩ                                         | |
| L2             |                                             | |
| L3             |                                             | |
| L4             |                                             | |
| L5             |                                             | |
| L6             |                                             | |

## Присутність аполіпопротеїнів у ліпопротеїнах
|             | A1 | A2 | A4 | A5 | B-100 | B-48 | C1 | C2 | C3 | C4 | D | E | H | L1 | L2 | L3 | L4 | L5 | L6 |
| ----------- | -- | -- | -- | -- | ----- | ---- | -- | -- | -- | -- | - | - | - | -- | -- | -- | -- | -- | -- |
| ЛВП         | +  | +  | +  | +  |       |      | +  | +  | +  | +  | + | + |   | +  |    |    |    |    |    |
| ЛНП         |    |    |    |    | +     |      |    |    |    |    |   |   | + |    |    |    |    |    |    |
| ЛПП         |    |    |    |    | +     |      |    |    | +  |    |   | + |   |    |    |    |    |    |    |
| ЛОНП        |    |    |    | +  | +     |      | +  | +  | +  | +  |   | + |   |    |    |    |    |    |    |
| Хиломикрони | +  | +  | +  |    |       | +    | +  | +  | +  |    |   | + | + |    |    |    |    |    |    |